# Atrophie choriorétinienne paraveineuse pigmentée

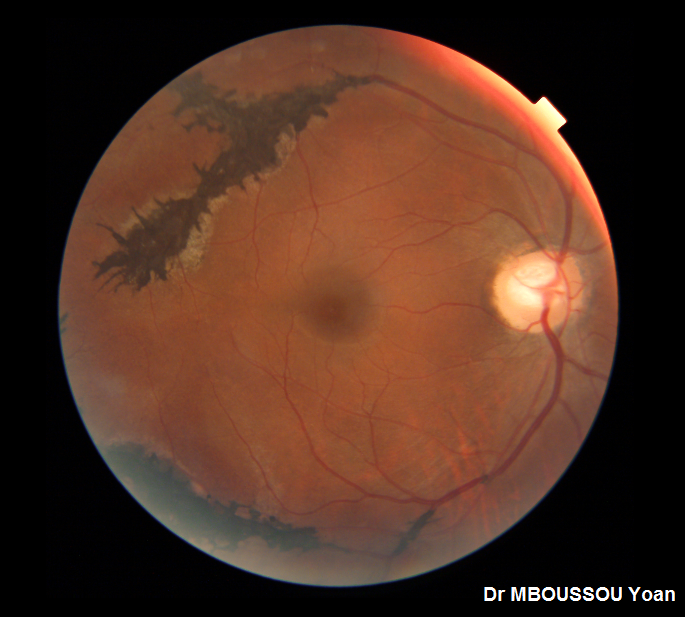
Fond d'oeil d'une atrophie choriorétinienne paraveineuse pigmentée

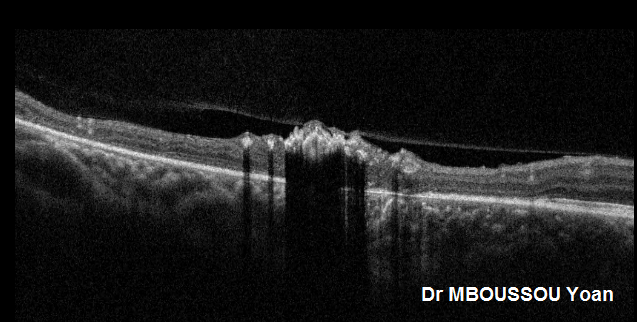
Coupe OCT d'une atrophie choriorétinienne paraveineuse pigmentée

L’atrophie choriorétinienne périveineuse pigmentée est une maladie de la rétine qui se caractérise par la présence d’une atrophie choriorétinienne et d’une accumulation de pigments rétiniens suivant les trajets des veines rétiniennes. 
Il s’agit d’une affection bilatérale souvent asymétrique. L’acuité visuelle est le plus souvent conservée et l’atteinte semble être localisée et peu évolutive. Cette affection est rare et les causes en sont inconnue, bien qu'on ait proposé une transmission AD, AR, XL et même liée à l'Y[pas clair]. La maladie est souvent découverte par hasard du fait de son caractère asymptomatique.